# Noyori Ryōji
Noyori Ryōji (tiếng Nhật: 野依 良治) là nhà hóa học người Nhật Bản. Ông là một trong ba người được nhận Giải Nobel Hóa học năm 2001 vì đã tìm ra cách hiệu quả để kiểm soát các phản ứng hóa học, mở đường cho các dược phẩm chữa bệnh tim và bệnh Parkinson. Hai người còn lại là K. Barry Sharpless và William Standish Knowles.